# Кућа у Тителу
Кућа у Тителу се налази у данашњој Главној улици бр 30 (некадашња М. Тита 30), подигнута је почетком 20. века. Представља непокретно културно добро као споменик културе од великог значаја.

## Изглед
Кућа је саграђена у стилу позног еклектицизма, у декоративној обради фасада мешају се елементи историјских стилова и сецесије, док је улазни део, на десној страни објекта, цео обликован са стилским обележјима сецесије. У згради је посебно валоризована средња соба у којој је декорација изведена 1911–12. године по нацртима Драгутина Инкиострија Медењака, уметника разнородних интересовања, заговорника српског националног стила у примењеној уметности, који је инспирацију налазио у разноврсном етнографском материјалу, слободно развијајући мотиве на разним предметима и различитим материјалима.
Соба у овој кући представља један од ретких у целости очуваних уметникових радова у аутентичном простору. Ту је извео свилене тапете пастелних тонова, компоноване у геометријске форме (7 хоризонталних и 14 вертикалних паралелограма и 15 квадрата на плафону). Хоризонтални и вертикални панои обрађени су мотивима из природе (биљке и инсекти), квадрати мотивима из народних ношњи и свештеничких и властелинских одежди, док хоризонтални фризови изнад паноа имају орнаменте са ускршњих јаја. У центру самог плафона орнаменти су стилизоване птице.